# WWE Speed
WWE Speed è un programma televisivo di wrestling prodotto dalla WWE e va in onda esclusivamente su X. La prima puntata è andata in onda il 3 aprile 2024. Speed include lottatori dei roster di Raw, SmackDown e NXT. Gli episodi sono composti da un match con un limite di tempo di cinque minuti e vengono registrati prima di Raw e SmackDown.

## Storia
Il 7 febbraio 2024, la WWE depositò un nuovo marchio, con il nome di WWE Speed, un programma il cui il concetto sarebbe creare degli incontri singoli con un limite di tempo di cinque minuti. Precedentemente, il formato fu già stato testato per la prima volta, in un dark match, prima dell'episodio di SmackDown del 15 dicembre 2023.
Il giorno seguente, giovedì 8 febbraio, la WWE annunciò una partnership con X, dove sarebbero stati trasmessi gli incontri in esclusiva a cadenza settimanale. La compagnia di Stamford e X conclusero un accordo della durata di due anni. Il successivo 27 marzo, il commentatore Corey Graves annunciò che Speed sarebbe stato trasmesso in anteprima il 3 aprile 2024, con l'inizio di un torneo che valevole per il WWE Speed Championship, ma che la durata dei match fu ridotta da cinque a tre minuti, ad eccezione della finale.
Il primo episodio ha visto come primo incontro Ricochet che sconiffse Dragon Lee, mentre mezz'ora dopo venne caricato il secondo incontro che ha visto Bronson Reed trionfare su Cedric Alexander, con Corey Graves come unico commentatore dello show. La finale del torneo inaugurale si tenne il 26 aprile seguente con la vittoria di Ricochet, che diventa così il primo campione, ai danni di Johnny Gargano. L'episodio è poi andato in onda il 3 maggio 2024.

## Annunciatori e telecronisti
| Nome                        | Ruolo        |
| --------------------------- | ------------ |
| Lilian García Alicia Taylor | Annunciatore |
| Corey Graves                | Telecronista |